# Famille Cartier de Saint-René
Pour les articles homonymes, voir Cartier.
La famille Cartier est une famille dont les membres ont joué un rôle important à Tours dans l’industrie et le négoce au XVIIIe siècle et XIXe siècle.

## Personnalités

### Jean Cartier-Aubin (1697-1789)
Jean Cartier naît le 10 mars 1697 à Tours (paroisse Notre-Dame-la-Riche) de Jean Cartier, maître ouvrier en soie, et de Marguerite Dris (ou Drye). Son grand-père, André Cartier, est notaire de la baronnie de Preuilly et vicomté de La Guerche.
Il est échevin de Tours, député de la paroisse Notre-Dame-La-Riche et capitaine du Grand Quartier de La Riche.
Marié avec Françoise Maillet (1720) puis avec Françoise Aubin (1739), il est le père de 15 enfants, dont l'abbé Jean Cartier (1723-1810) et Françoise Cartier (épouse de François Audebert-Cartier).
Il meurt le 16 avril 1789 à Tours.

### Jean Cartier (1723-1810)

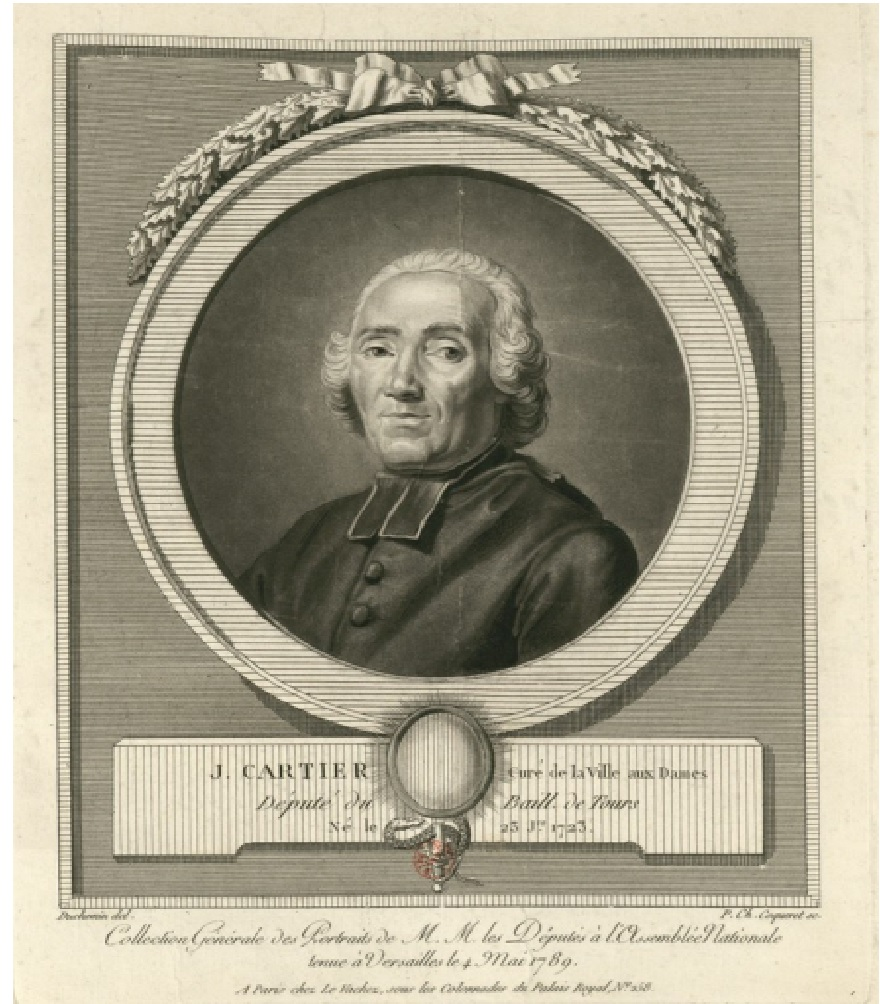
L'abbé Jean Cartier (1723-1810)

### Joseph Cartier-Cuisnier (1722)
Joseph Cartier naît le 23 avril 1722 à Barrou du marchand Joseph Cartier et de Françoise Cougnault. Son grand-père est André Cartier, notaire de la baronnie de Preuilly et vicomté de La Guerche.
Marchand-fabricant en soie à Tours, procureur de la corporation en 1774, il est député de paroisse et commissaires des notables pour les blés. Il est désigné comme électeur de la communauté des maîtres ouvriers en soie pour l'élection des députés aux États généraux de 1789.
Il acquiert l'ancien hôtel de la Boule-d'Or, situé au no 29 de la rue Nationale.
Marié avec Marie Cuisnier des Blinières, fille de Pierre Cuisnier des Blinières, conseiller du Roi, et de Marie Catherine Thoisnier, il est le père de Joseph-Pierre-Sylvain Cartier-Douineau.

### François Cartier-Roze (1734-1808)
François Cartier naît le 14 janvier 1734 à Barrou du marchand Joseph Cartier et de Françoise Cougnault. Il épouse Charlotte Roze, arrière petite-fille de Jean Roze, fondateur Soieries Jean Roze.
Fabricant et négociant de tissus à Tours, il se forme une fortune considérable dans le monde de la soierie.

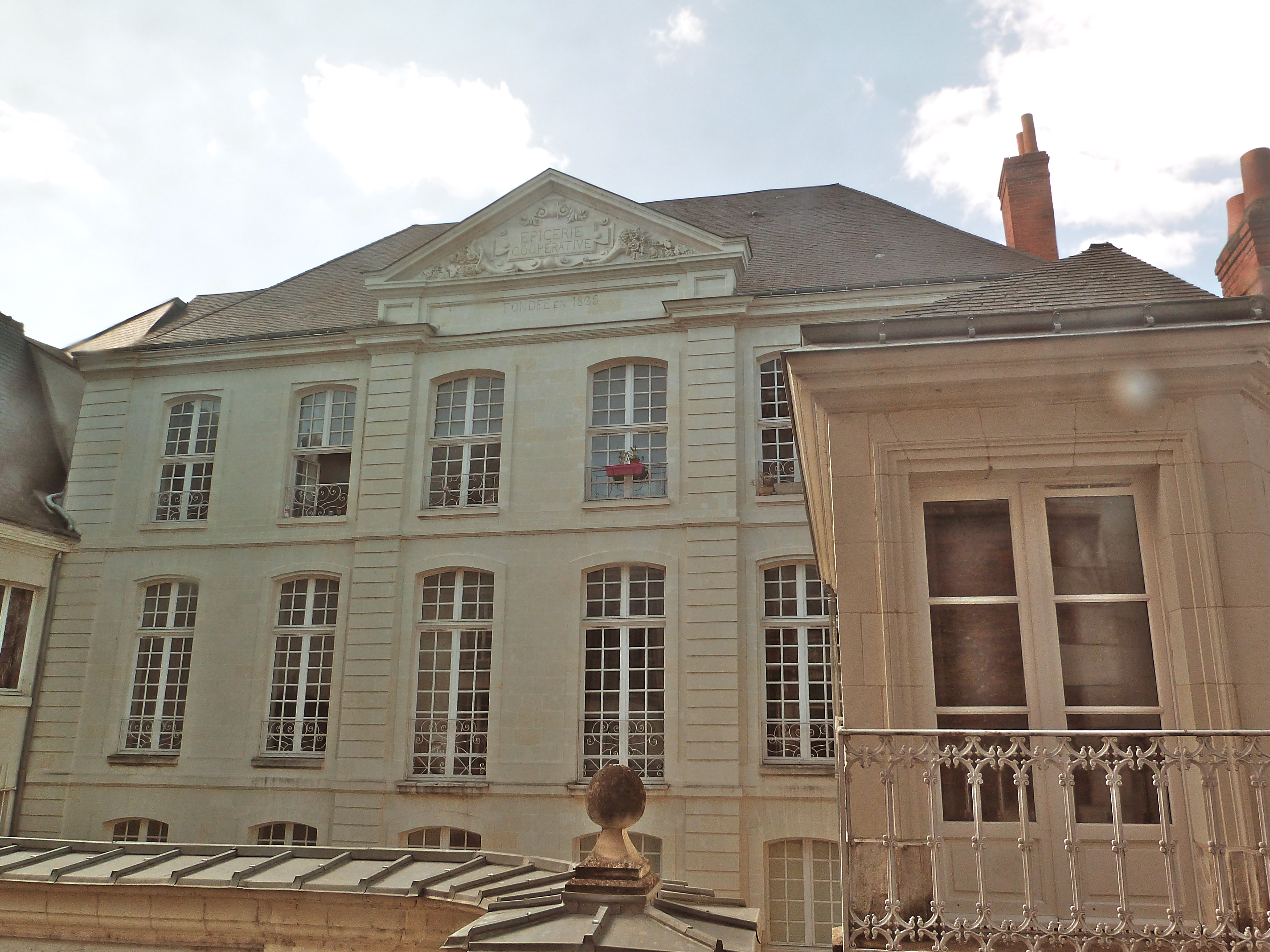
L'hôtel de Choiseul, acquis en 1772.

Il acquiert l'hôtel de Choiseul en 1772 pour la somme de 20 000 livres.
François Cartier-Rose joue également un rôle dans la vie publique tourangelle. Député de la paroisse de Saint-Pierre-le-Puellier en 1788, il prend une part active dans la recherche de grains au printemps 1789 et dans l'organisation des États généraux, intégrant les rangs du Comité permanent dès sa création, dont il devient l'un des présidents. Président de la Commission municipale transitoire (janvier 1790), il participe à l'organisation des opérations électorales destinées à mettre en place la nouvelle municipalité et est élu officier municipal de Tours. Devenu premier officier municipal dès l'année suivante, il supplée régulièrement le maire Prudent-Jean Bruley. Il s'éloigne progressivement de la Révolution, inquiet de son évolution, refusant ainsi la place de maire à laquelle les électeurs le porte en décembre 1792.
Il obtient une mention honorable à l'Exposition des produits de l'industrie française organisée à Paris en 1801. Associé à son fils André Joseph, il y reçoit une médaille d'argent l'année suivante.
Il meurt le 12 mai 1808 à Tours.

### André Joseph Cartier (1764-1830)
André Joseph Cartier naît le 9 novembre 1764 à Tours de François Cartier, négociant et fabricant de tissus, et de Charlotte Roze (des Soieries Jean Roze).
Associé à son père, il reçoit une médaille d'argent à l'Exposition des produits de l'industrie française à Paris de 1802.
Installé comme manufacturier d'étoffes et tapissier à Paris, il commercialise les étoffes familiales sous le nom de Cartier fils au 315 rue de la Loi (aujourd'hui rue de Richelieu) depuis le début des années 1790. Il devient fournisseur officiel de la Maison de l'Empereur dès 1804 puis de celle du Roi.
Il est propriétaire de l'hôtel particulier situé à l'angle des rues de Richelieu et Saint-Augustin.
Marié à Geneviève Paulmier, il est le père d'Henry Frédéric Cartier.
Il meurt le 12 mai 1830 à Paris 8e.

### Étienne-Jean-Baptiste Cartier (1780-1859)

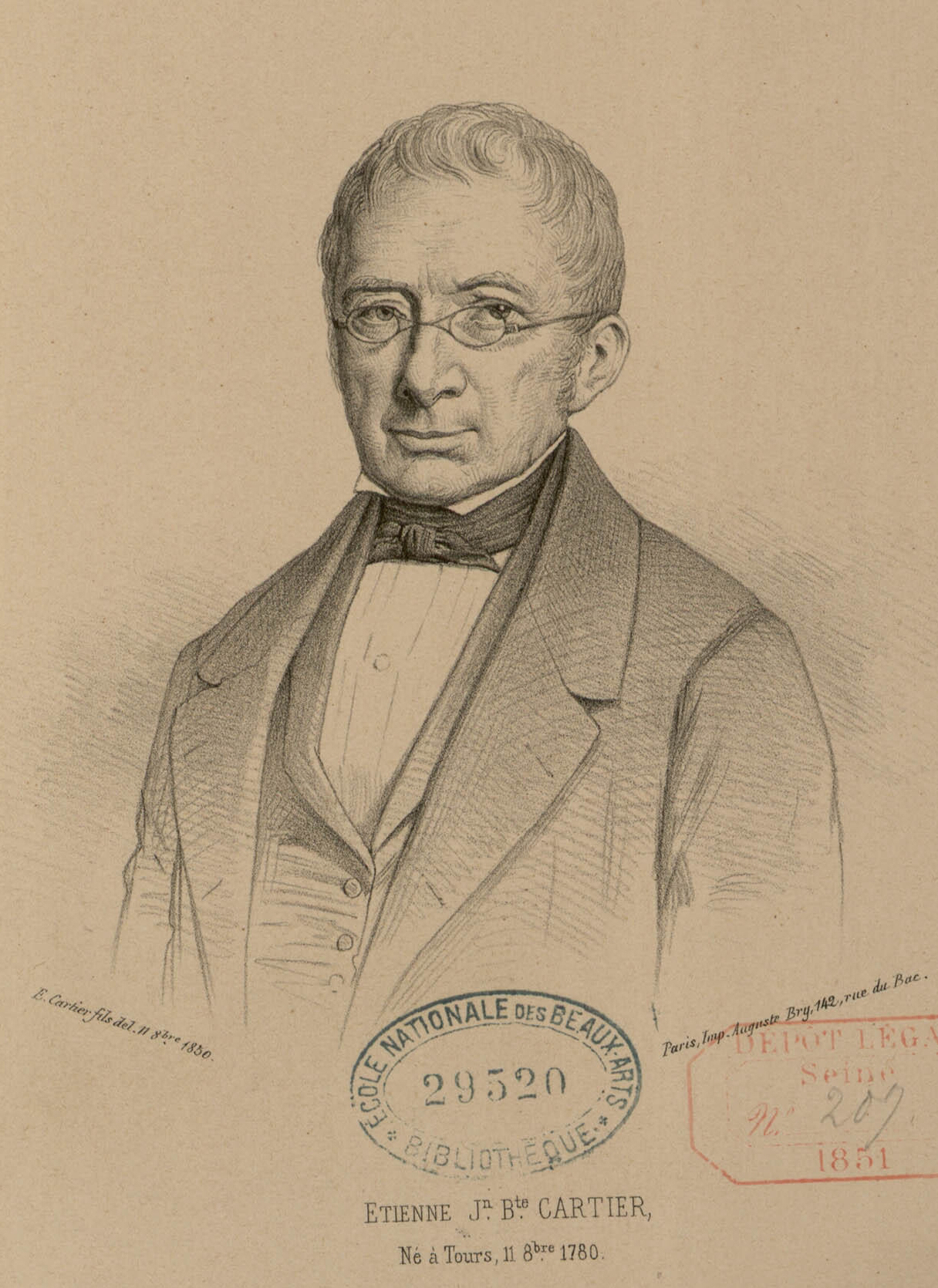
Étienne-Jean-Baptiste Cartier (1780-1859)

### Frédéric Cartier (1797-1865)
Henry Frédéric Cartier naît le 26 mars 1797 à Paris d'André Joseph Cartier et de Geneviève Paulmier.
Manufacturier d'étoffes et tapissier à Paris, il succède à son père à la tête de la Maison Cartier fils, « fournisseur du Roi » et de son entourage.
Il est membre du conseil d’arrondissement de Mantes (Seine-et-Oise).
Il est fait chevalier de la Légion d'honneur

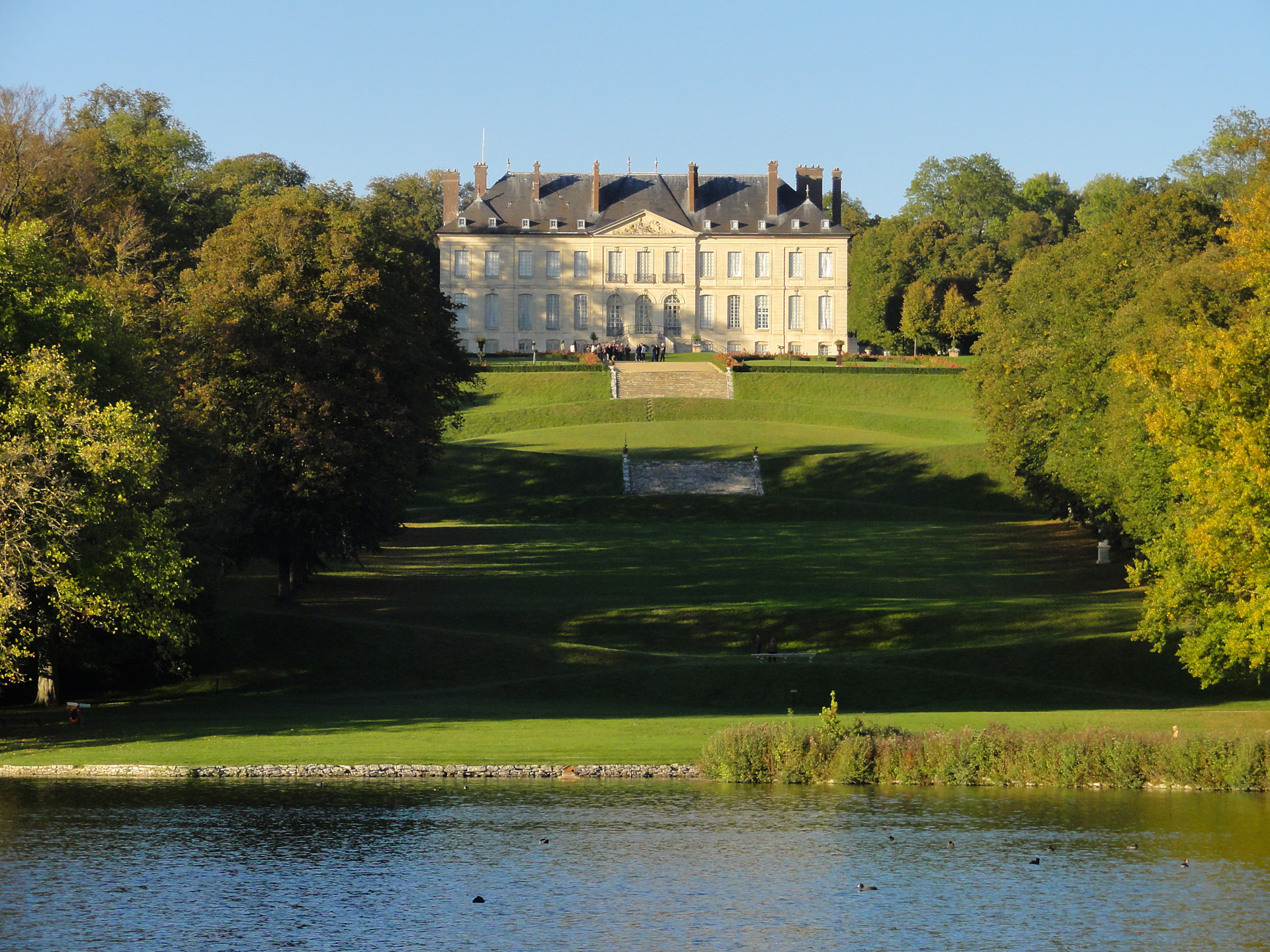
Le château du Haut de Villarceaux.

Il épouse Marie Lucile Rousselle (Roussel), héritière du domaine de Villarceaux.
Il meurt le 23 juin 1865 à Paris 8e.

### Louis Cartier de Saint-René (1839-1916)
Léon Louis Henri Cartier de Saint-René naît le 15 février 1839 à Graçay de Sélim Cartier de Saint-René, notaire à Graçay, juge de paix du canton de Chârost, et d'Elisa Peyroulx.
Magistrat et historien, maire de Mareuil-sur-Arnon, il est auteur de nombreuses publications sur le Berry.
Gendre de Théophile Bidard, il est le beau-père de François Mahé de Chenal de La Bourdonnais.
Il meurt en 1916 à Saint-Florent-sur-Cher.